# Villa Brune
La villa Brune est une voie du 14e arrondissement de Paris, en France.

## Situation et accès
La villa Brune est une voie située dans le 14e arrondissement de Paris. Elle débute au 72, rue des Plantes et se termine en impasse.

## Origine du nom
Elle porte le nom du maréchal de France, Guillaume Marie-Anne Brune (1763-1815), en raison de sa proximité avec le boulevard Brune.

## Caractéristiques
La rue s'ouvre sur la rue des Plantes, se rapproche de la Petite Ceinture dont elle est séparée par des maisons puis longe cette ancienne voie ferrée et se termine en impasse. Elle fut à la fin du XIXe siècle et au XXe siècle un des principaux hameaux d'artistes de Paris avec une vingtaine d'ateliers. Plusieurs subsistent le long de la voie mais les artistes les ont quittés, chassés par la hausse des loyers.
Parmi ces artistes, on compte André Abbal, Alexander Calder (1930), Pierre Fournier des Corats, Charles Jonchery, Robert Lanz, Louis-Ernest Lessieux, Francis Norgelet, Matthiew Smith, Jules-Émile Zingg.

## Historique
La voie est ouverte sous le nom d'« impasse Camus » et prend sa dénomination actuelle ultérieurement.

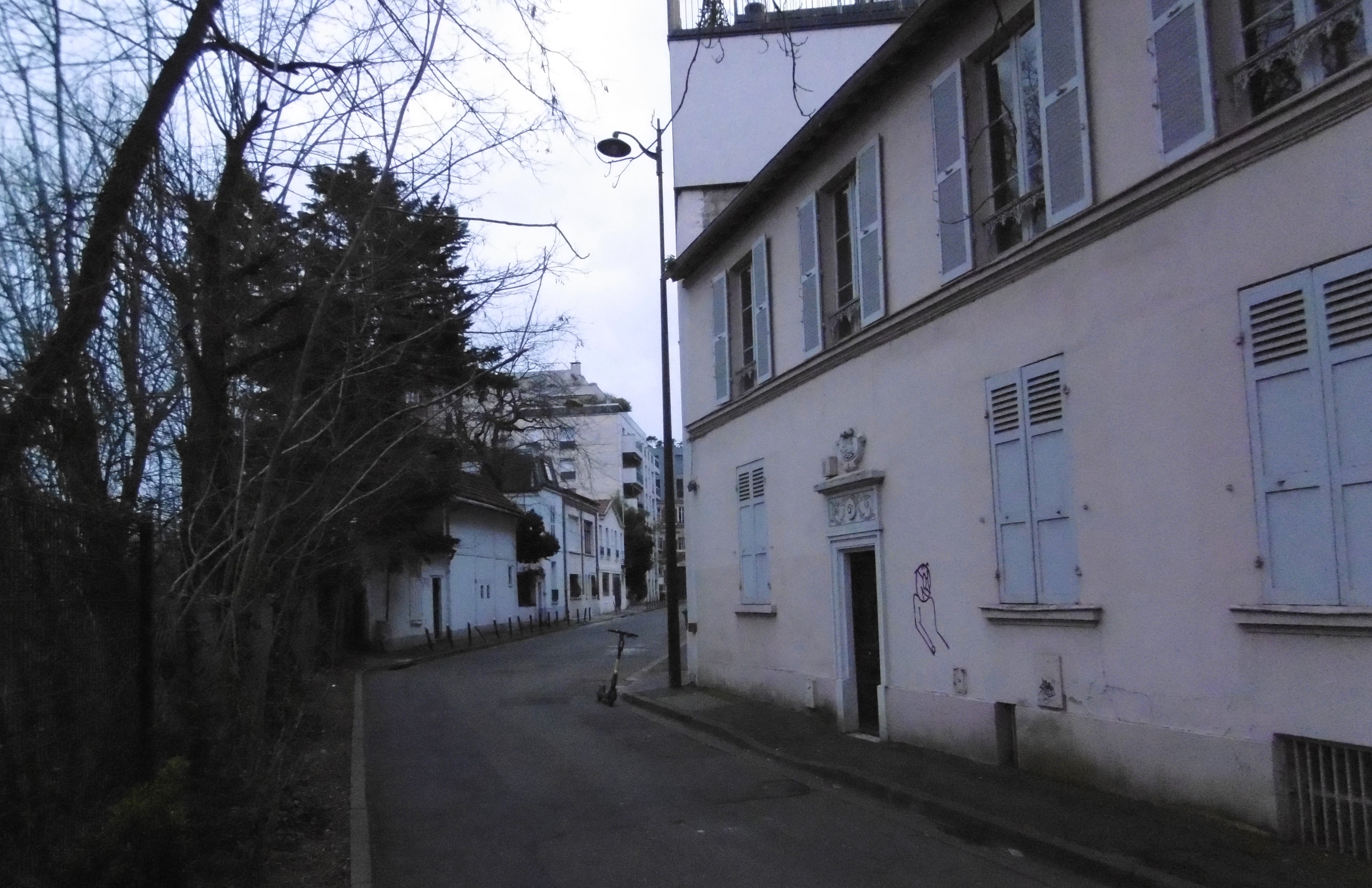
Villa Brune vue vers la rue des Plantes.
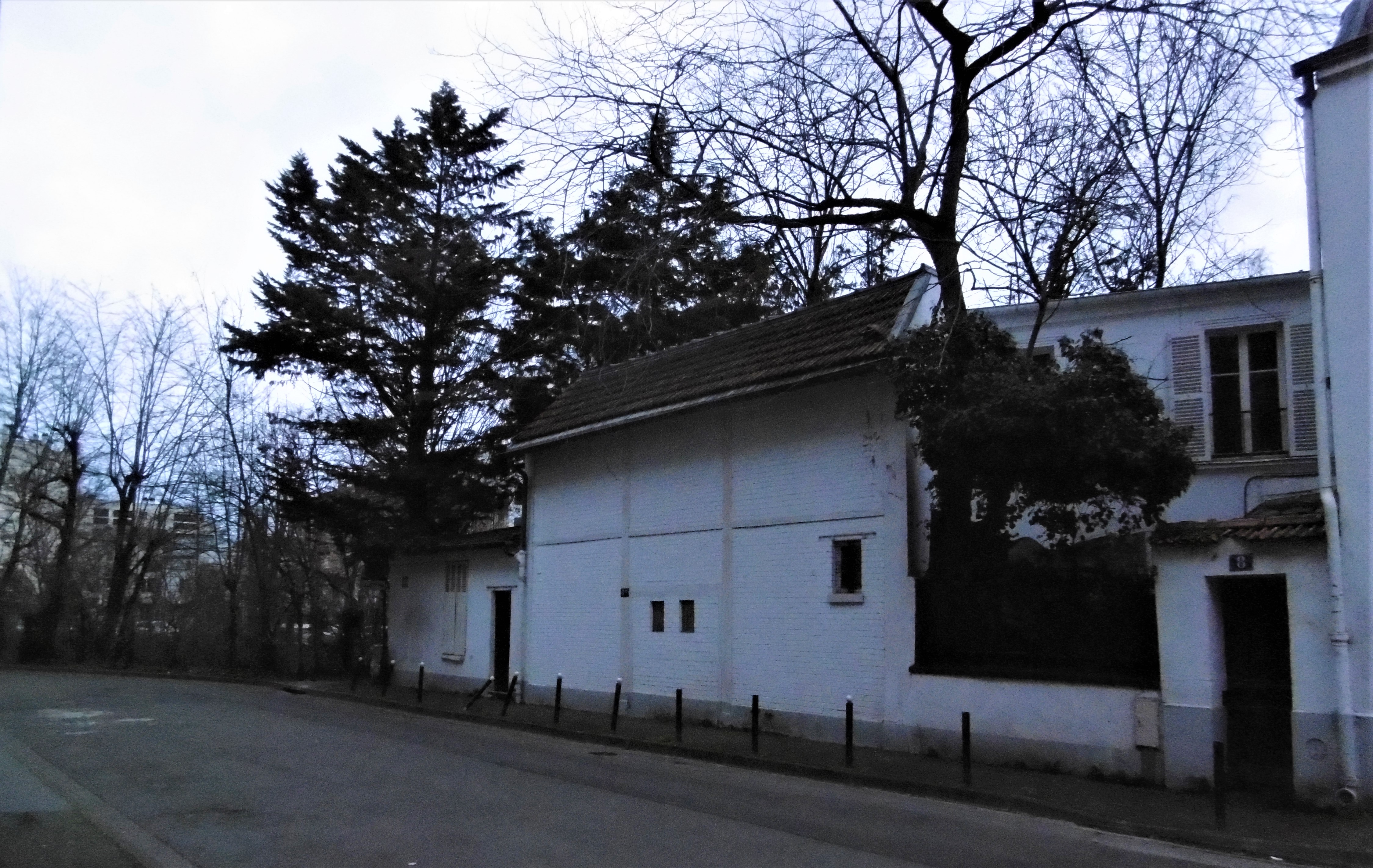
Impasse Brune.

## Bâtiments remarquables et lieux de mémoire
- No 8 : la pianiste Olga Janina vivait à cette adresse lors de sa mort en 1914. Le peintre François Gall y vécut également ; il a acheté l’atelier de Jules-Émile Zingg, en 1952[3].